# 丁聲蜚
丁聲蜚，福建建宁縣人，清朝政治人物。同進士出身。
雍正八年，登進士，擔任嘉善县知县。乾隆元年因丁憂去職。